# Ronald Cassidy
Ronald Cassidy (nascido em 4 de fevereiro de 1939) é um ex-ciclista trinitário-tobagense que competiu nos Jogos Olímpicos de Verão de 1964 para Trinidad e Tobago.